# Церковь Святого Воскресения (Лачын)
Церковь Святого Воскресения (арм. Սուրբ Հարություն եկեղեցի Сурб Арутюн екехеци) — бывший храм Армянской апостольской церкви (ААЦ) в городе Лачын (Азербайджан), возведённый в 1998 году, в период нахождения города под контролем непризнанной Нагорно-Карабахской Республики, и существовавший до 2020-х годов. Входил в юрисдикцию Арцахской епархии ААЦ.

## История
В 1996 году, через три года после установления армянами контроля над азербайджанским городом Лачын в ходе Первой Карабахской войны, на небольшой возвышенности у юго-западной окраины города в память об армянских военных, погибших в боях за город, был заложен фундамент церкви. Строительство завершилось в 1998 году. В качестве материала был использован серый туф. Рядом со входом в церковь стоял хачкар.
Строительство церкви, финансировавшееся, согласно азербайджанским источникам, фондом «Туфенкян» (США), вызвало протесты азербайджанской общины Карабаха.
В ноябре 2020 года, во время Второй Карабахской войны, церковь была закрыта. По условиям трёхстороннего соглашения между Азербайджаном, Арменией и Россией об окончании боевых действий Лачинский район 1 декабря был возвращён под контроль Азербайджана, а Лачинский коридор, в котором располагалась церковь, перешёл под контроль российских миротворцев. 26 августа 2022 года город Лачин, вместе с церковью, полностью перешел под контроль Азербайджана.
11 мая 2024 года заместитель директора Фонда изучения армянской архитектуры Раффи Кортошян, заявил что азербайджанские власти снесли церковь. На опубликованных им спутниковых снимках видно, что на месте, где прежде находилась церковь, образовалась пустота. По словам сотрудника Института истории имени А. Бакиханова НАНА и главы азербайджанской общественной организации «Защита исторических памятников» Фаига Исмаилова, церковь не является историческим памятником, поскольку она была построена в 1990-х годах, и при этом строительство церкви противоречило азербайджанскому законодательству, а «все построенные [в Нагорном Карабахе] незаконные объекты, в том числе религиозного назначения, могут быть снесены».

## Фотогалерея

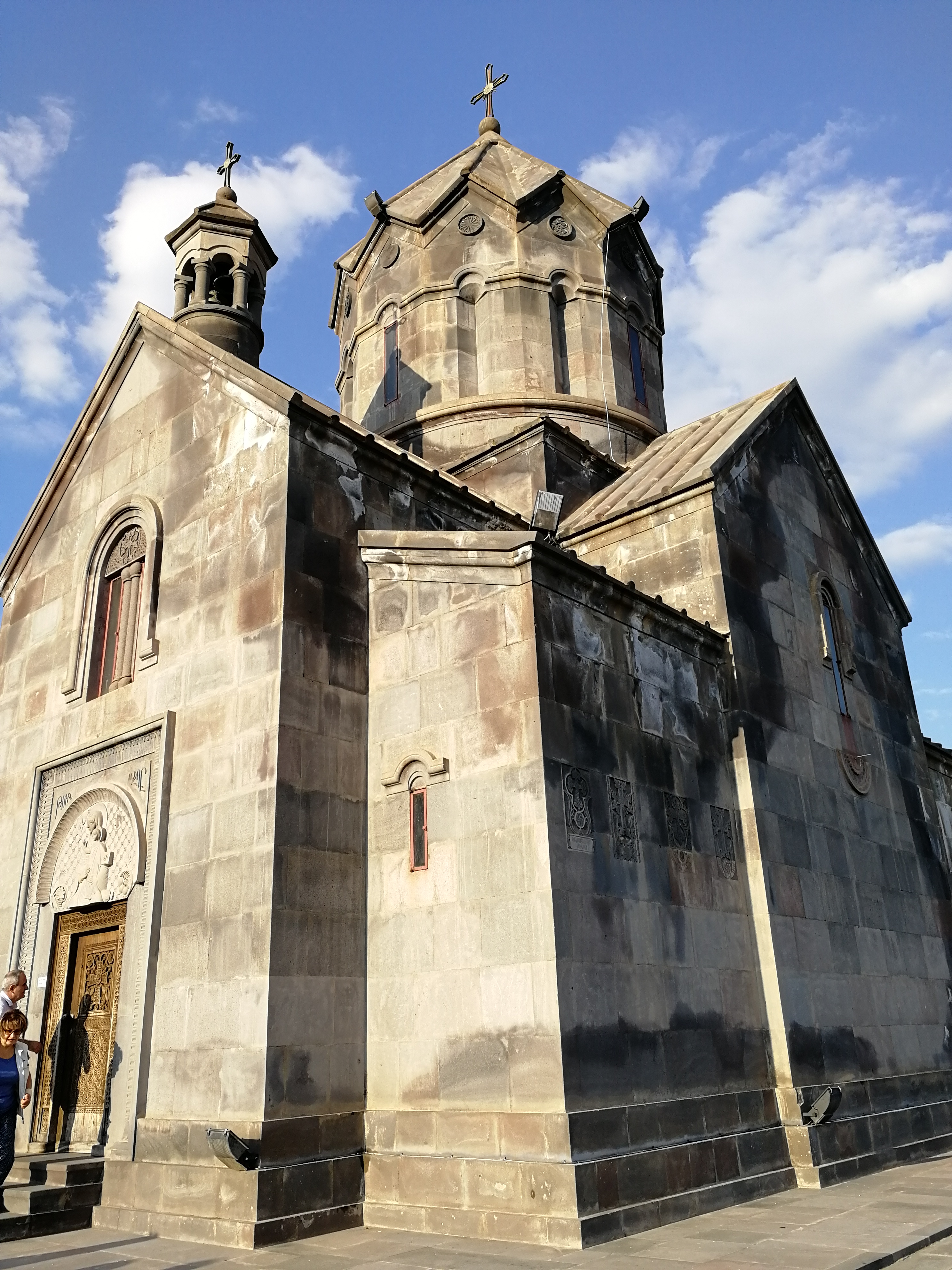
Внешний вид
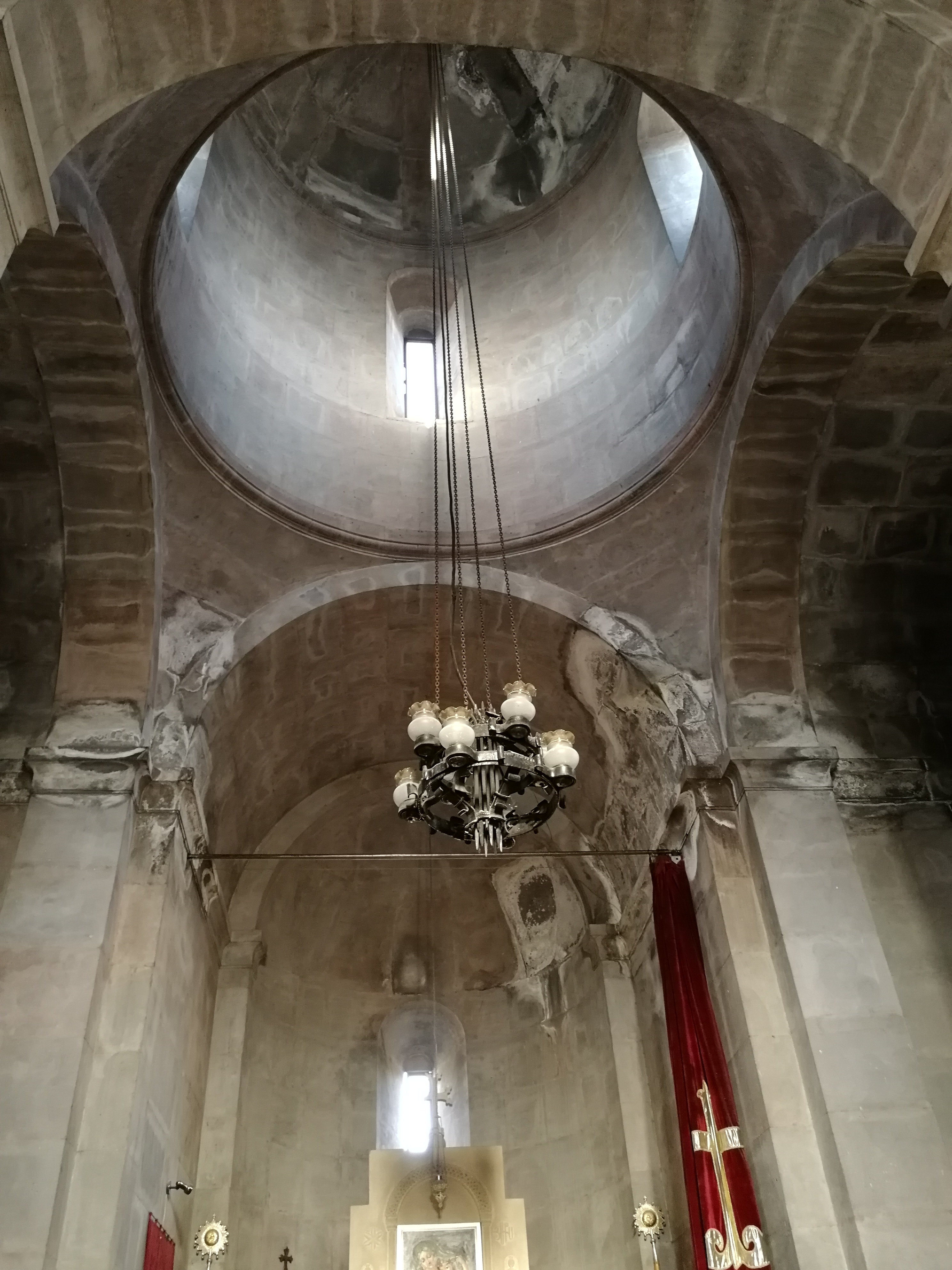
Внутри церкви
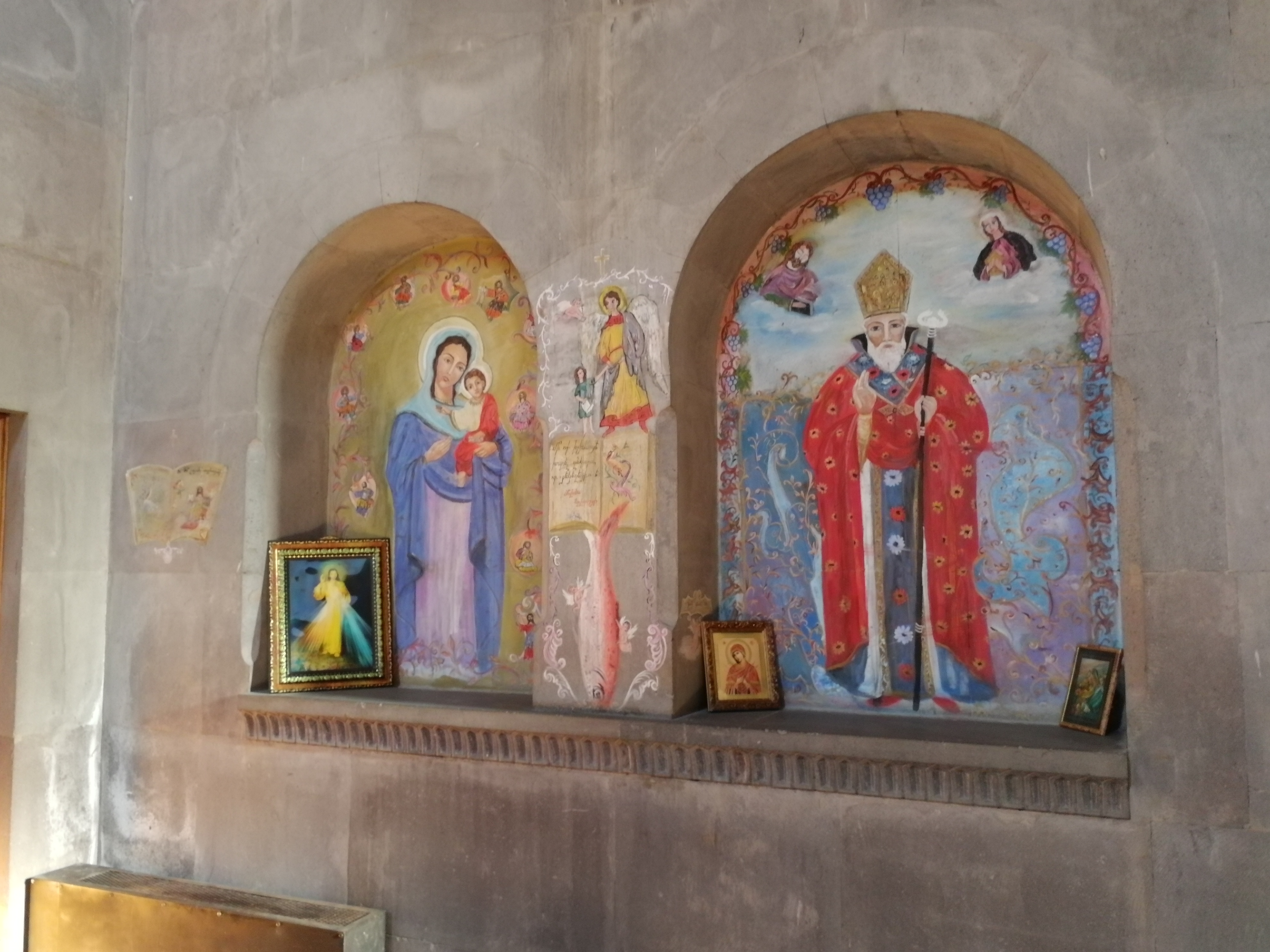
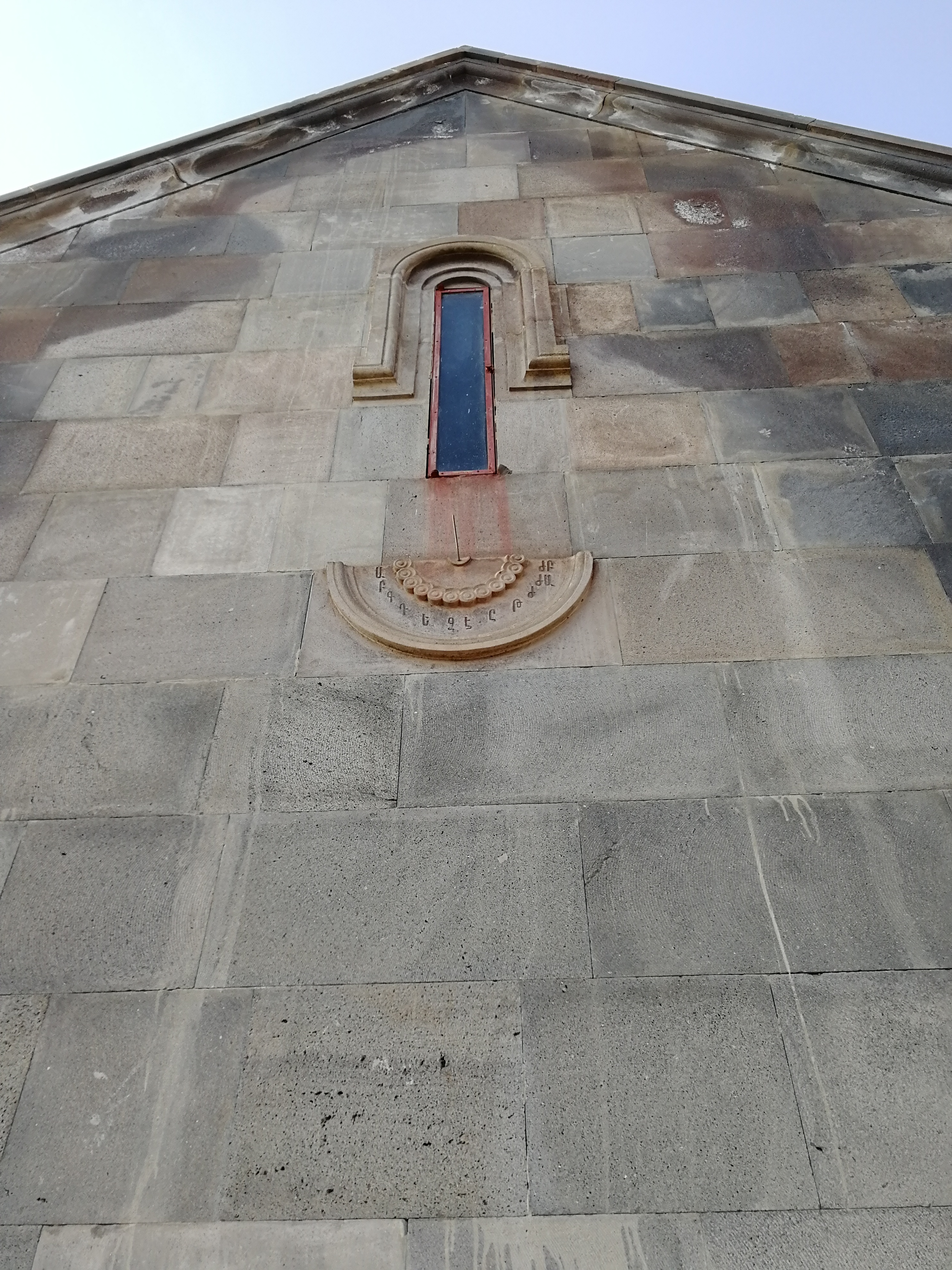